# Mimi Reinhardt

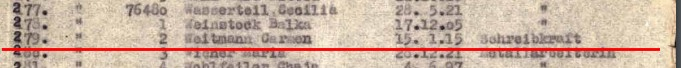
Carmen Weitmann in der Liste von „Schindlerjuden“

Carmen „Mimi“ Reinhardt, auch Reinhard (geboren 15. Jänner 1915 in Wiener Neustadt als Carmen Koppel, verwitwete Weitmann; gestorben 8. April 2022 in Herzlia, Israel) war eine aus dem damaligen Österreich-Ungarn stammende Sekretärin. Als Jüdin ins KZ Plaszow deportiert, arbeitete sie für den Industriellen Oskar Schindler und tippte auf einer Schreibmaschine die Liste der „Schindlerjuden“.

## Leben
Carmen Koppel wurde als Tochter von Emil und Frieda Koppel in Wiener Neustadt geboren. Sie lernte Stenografie, um bei ihrem Sprachenstudium an der Universität Wien besser mitschreiben zu können. In Wien lernte sie ihren späteren Mann kennen, dem sie im Jahr 1936 nach Krakau folgte; der gemeinsame Sohn Sascha Weitmann (Sasha R. Weitman) wurde 1939 geboren.
Gemeinsam mit ihrem Mann schaffte sie es, den Sohn und die Großmutter nach der Besetzung Polens durch die Nazis nach Ungarn zu bringen. Weitmann und ihr Mann wurden verhaftet; er wurde als 30-Jähriger vor dem Tor des Ghettos Krakau erschossen, als er versuchte, von dort zu entkommen. Mit anderen Juden wurde sie nach der Auflösung des Ghettos in das Lager Plaszow transportiert. Weil sie stenografieren konnte, wurde sie in der Lagerverwaltung eingesetzt. Dort lernte sie auch Oskar Schindler kennen, von dem sie bereits wusste, dass er seine jüdischen Arbeiter gut behandelte. Weitmann wurde die Sekretärin Schindlers. Nachdem Schindler den SS-Lagerkommandanten Amon Göth um weitere Arbeiter gebeten hatte, begann sie die Liste der Arbeiter auf einer Schreibmaschine zu schreiben, damit sie dann in das KZ-Außenlager Brünnlitz verlegt werden konnten, wo Oskar Schindler seinen Rüstungsbetrieb weiterführte.
Der Zug, der die jüdischen Arbeiter auf der Liste von Plaszow im Herbst 1944 nach Brünnlitz bringen sollte, wurde nach Auschwitz umgelenkt. Mimi Weitmann und die anderen Schindlerjuden waren etwa zwei Wochen dort und sie beschrieben diese Zeit als „direkt aus Dantes Inferno“. In der Zeit erreichte es Schindler, „seine“ Juden von Auschwitz nach Brünnlitz zu bekommen. Dort überlebten 1200 Juden dank seiner Hilfe bis zur Befreiung im Mai 1945.
Weitmann fand nach dem Krieg ihren Sohn in Ungarn und zog mit ihm nach Tanger in Marokko. Dort lernte sie ihren zweiten Ehemann Albert Reinhardt, einen Hoteldirektor, kennen und heiratete ihn. Im Jahr 1957 zog die Familie in die USA und lebte in New York. Mit ihrem zweiten Ehemann hatte sie eine Tochter, die jedoch mit 49 Jahren im Jahr 2000 an einer Krankheit starb.
Sie wurde 1993 von Steven Spielberg zur Premiere seines Filmes Schindlers Liste eingeladen, nahm daran jedoch nicht teil, weil es ihr zu schwer fiel. Sie konnte sich erst Jahre später den Film ansehen.
Mimi Reinhardt zog im Jahr 2007 im Alter von 92 Jahren von New York zu ihrem Sohn nach Herzlia in Israel, wohin er eingewandert war. Dort starb sie im Alter von 107 Jahren in einem Seniorenheim.